# Arturo Rodas
Arturo Rodas (Quito, 1954) é um compositor do Equador.

## Biografia
Fez seus estudos musicais no Composição com Gerardo Guevara e José Berghmans. Em 1979 viajou para França, onde estudou na École Normale de Musique (Paris) e no Conservatoire National de Musique. Prosseguiu seus estudos com Yoshihisa Taïra, Mesias Maiguashca e Luciano Berio. Rodas é considerado um dos mais inovadores e "notáveis compositores do Equador" 
Autor de composições para orquestra, voz, piano, orquestra de câmara e eletroacústica. Trabalhou no Conservatório de Música de Quito, Universidade de Cuenca, Equador. É crítico e editor. As suas composições foram apresentadas em importantes festivais e bienais de música contemporânea como Valência, Paris, Buenos Aires, Londres, Los Angeles, Nova Iorque, Havana, Cuenca, Caracas, Santiago do Chile e Quito.

## Obras
| Ano  | Obra | Tipo de obra                       |
| ---- | --- | ---------------------------------- |
| 1981 | Entropía, para orquestra | Música orquestral                  |
| 1983 | Andino III, para flauta | Música solista (flauta)            |
| 1984 | Arcaica, concerto para percussão e orquestra | Música orquestral                  |
| 1984 | Mordente, para quarteto de clarinetes | Música instrumental                |
| 1985 | Clímax, para orquestra | Música orquestral                  |
| 1985 | Espacios Invertidos, para percussão | Música solista (percussão )        |
| 1985 | Ramificaciones Temporales, para clarinete e visuais - Música solista composta para la 1a. Coloritura (artes visuais e partitura) de Ana Placencia. | Música solista (multimédia)        |
| 1985 | Güilli Gu, para orquestra e artes visuais (1) Música orquestral composta para la 2a. Coloritura de Ana Placencia.                                  | Música orquestral (multimédia)     |
| 1986 | Fibris, para orquestra | Musica orquestral                  |
| 1986 | ¡ Oh ... !, para trompete | Música solista (trompete)          |
| 1987 | Melodías de Cámara, para orquestra de câmara | Música orquestral (câmara)         |
| 1987 | ¡ Oh ... !, para piano | Música solista (piano)             |
| 1987 | Obstinado, para violoncelo | Música solista (violoncelo)        |
| 1987 | Obsesiva, para narrador, eletroacústica e orquestra                                                                                                | Música orquestral (eletroacústica) |
| 1987 | Introitus, para orquestra e coro | Música orquestral (coral)          |
| 1988 | Kyrie, para solistas, coro e orquestra | Música orquestral (coral)          |
| 1988 | La, para coro e orquestra | Música orquestral (coral)          |
| 1989 | A, B, C, D, para quarteto de cordas | Música instrumental                |
| 1990 | Había una vez, para orquestra de câmara e coro | Música orquestral (coro)           |
| 1991 | Andante, para saxofone, piano e percussão | Música instrumental                |
| 1992 | Obstinado II, para violoncelo | Música solista (violoncelo)        |
| 1992 | Andino IV, para flauta | Música solista (flauta)            |
| 1992 | Espacios Invertidos II, para percussão | Música solista (percussão)         |
| 1993 | Mordente II, para quarteto de clarinetes | Música instrumental                |
| 1996 | Lieder, para percussão | Música solista (percussão)         |
| 1997 | Full Moon Business, para orquestra de câmara | Música orquestral (câmara)         |
| 1999 | 24.5 Preludios, para piano | Música solista (piano)             |
| 2001 | Bailecito, para CD | Música eletroacústica              |
| 2001 | Fermez les yeux svp, para CD | Música eletroacústica              |
| 2001 | El llanto del disco duro, para CD | Música eletroacústica              |
| 2002 | Buñuelos, para trompete | Música solista (trompete)          |
| 2002 | Mandolínico, para bandolim | Música solista (bandolim)          |
| 2002 | Laúdico, para alaúde | Música solista (alaúde)            |
| 2002 | Laúdico, transcrição para guitarra | Música solista (guitarra)          |
| 2002 | Mandolínico, transcrição para guitarra | Música solista (guitarra)          |
| 2002 | Ta-i-a-o-a, para soprano | Música vocal                       |
| 2003 | El árbol de los pájaros, ópera para canto de los instrumentos                                                                                      | instrumental (multimédia)          |
| 2003 | Il était une fois, para coro | Música coral                       |
| 2003 | sol-fa-mi-re-e-do-o-la, para coro | Música coral                       |
| 2004 | Pan Comido, para piano e CD | Música solista (eletroacústica)    |
| 2004 | Fermez les yeux svp, para CD e filme - filme: Rupert Davies-Cooke                                                                                  | Música eletroacústica (multimédia) |
| 2005 | Life Class 2005, para piano, CD e filme - 4 filmes: Rupert Davies-Cooke                                                                            | Música solista (multimédia)        |
| 2005 | Organillo, para órgão | Música solista (órgão)             |
| 2007 | The Walk, para soprano, CD e filme - filme: Rupert Davies-Cooke                                                                                    | Música vocal (multimédia)          |
| 2007 | Reflejos en la Noche, para piano | Música solista                     |
| 2007 | Anónimo, para quarteto de sopros | Música instrumental                |
| 2007 | Papeleo sin fin, para contratenor | Música vocal                       |
| 2008 | Ricercare, para 3 percussões | Música instrumental                |
| 2008 | Fuga Atonal I, para oboé d'amore e piano. | Música instrumental (duo)          |
| 2008 | Fuga Atonal I, transcrição para oboé e piano | Música instrumental (duo)          |
| 2008 | Fuga Atonal II, para quarteto de cordas | Música instrumental                |

## Escritos
- Rodas, Arturo. Análisis de la forma musical de Güilli Gu. Revista Cultura, Banco Central del Ecuador, vol IX no.26. Editor: Irving Iván Zapater, septiembre/diciembre 1986: pp 387–402
- Rodas, Arturo. La hora de Mesías Maiguashca, Revista Palabra suelta No. 15, septiembre 1987: pp 17–19.
- Rodas, Arturo. Gerardo Guevara en la encrucijada musical, Revista Opus No. 15, septiembre 1987: pp 20–21.
- Luis Humberto Salgado Revista Opus No.31, Número monográfico. Banco Central del Ecuador. Editor: Arturo Rodas, enero 1989.

## Discografia
| Ano  | Obra | Intérprete                                                           | Disco                                                                               |
| ---- | --- | -------------------------------------------------------------------- | ----------------------------------------------------------------------------------- |
| 1986 | Güilli Gu, para orquestra | OSN (Orquestra Sinfônica Nacional do Equador) regente Álvaro Manzano | Famoso, Disco 3200027, Ecuador                                                      |
| 1987 | Arcaica, para percussion e orquestra. Com obras de: M. Estévez, Gerardo Guevara, D. Luzuriaga e Mesías Maiguashca                                            | solista: Pablo Valarezo, OSN maestro: Álvaro Manzano                 | Ifesa (LP 301-0293), Ecuador                                                        |
| 1988 | Arcaica, para percussion e orquestra | solista: Pablo Valarezo, OSN maestro: Álvaro Manzano                 | Ifesa (LP-388-0408)                                                                 |
| 1988 | Clímax, para orquestra | OSN regente: Álvaro Manzano                                          | Ifesa (LP-388-0408)                                                                 |
| 1988 | Mordente, para quarteto de clarinetes | Miguel Jiménez                                                       | Ifesa (LP 338-0409)                                                                 |
| 1988 | Fibris, para orquestra | OSN regente: Álvaro Manzano                                          | Ifesa (LP-388-0408)                                                                 |
| 1988 | Espacios Invertidos, para percussion | Pablo Valarezo, percussion                                           | Ifesa (LP 338-0409)                                                                 |
| 1988 | Andino III, para flauta | Luciano Carrera, flauta                                              | Ifesa (LP 338-0409)                                                                 |
| 1988 | ¡ Oh ... !, para piano | Christo Iliev, piano                                                 | Ifesa (LP 338-0409)                                                                 |
| 2008 | Anónimo, para flauta, corne-inglês, clarinete e violoncello. Com obras de: M. Maiguashca, J. Campoverde, P. Freire, L. Enríquez, E. Flores-Abad & M. Estévez | Conjunto SurPlus de Friburgo, Alemanha, regente: James Avery         | Sumak (CD Casa de la Cultura del Azuay e Bienal Internacional de Pintura de Cuenca) |
| 2008 | Pan Comido, suite para piano y cinta, 1er. y 2do movimientos                                                                                                 | Francis Yang, piano                                                  | Redasla, CD, código 3447972495, México                                              |